# Джъндао Ли
Джъндао Ли (на китайски: 李政道; на пинин: Lǐ Zhèngdào; на английски: Tsung-Dao Lee) е американски физик от китайски произход, лауреат на Нобелова награда за физика за 1957 година заедно с Джъннин Ян за приносите му в областта на елементарните частици.

## Биография
Роден е на 24 ноември 1926 година в Шанхай, Китай. Под ръководството на Енрико Ферми получава докторска степен. Става най-младият професор (на 29 години) в Колумбийския университет.
Има двама сина и обича детективски романи. Освен Нобелова награда е носител и на наградата „Алберт Айнщайн“.
Получава Нобеловата награда за откриване на не запазването на четността при слабите взаимодействия.